# Organisatie van Oekraïense Nationalisten

embleem van de OOeN-M

embleem van de OOeN-B

De Organisatie van Oekraïense Nationalisten (OOeN) (Oekraïens: Організація українських націоналістів (ОУН), Orhanizatsija oekrajinskych natsionalistiv) was een Oekraïens-nationalistische politieke organisatie die in 1929 in Wenen werd opgericht. De organisatie was voor het eerst actief in Oost-Galicië (toen een deel van de Tweede Poolse Republiek), en ontstond uit een unie van de Oekraïense Militaire Organisatie, kleinere radicaal-rechtse groeperingen, en rechtse Oekraïense nationalisten en intellectuelen vertegenwoordigd door Dmytro Dontsov, Jevhen Konovalets, Mykola Stsiborsky en andere figuren.

## Fascistisch
De OOeN trachtte politieke partijen, universiteiten en andere instellingen te infiltreren. De VN en de meeste historici beschouwen het als een fascistische organisatie. De OOeN wilde de Oekraïense onafhankelijkheid bereiken met geweld en terrorisme tegen buitenlandse en binnenlandse tegenstanders, met name Polen, Tsjechoslowakije en Rusland.
In 1940 viel de OOeN uiteen in twee vleugels: meer gematigde leden steunden Andri Melnyk en de OOeN-M, jongere en radicalere leden volgden Stepan Bandera's OOeN-B. Na aanvang van Operatie Barbarossa, de Duitse aanval op de Sovjet-Unie die begon op 22 juni 1941, riep de OOeN-B in de persoon van Jaroslav Stetsko op 30 juni 1941 een onafhankelijke Oekraïense staat uit in bezet Lviv, terwijl de regio onder controle stond van nazi-Duitsland. In oktober 1942 richtte de OOeN-B het Oekraïens Opstandelingenleger (OePA) op. Om een herstel van vooroorlogs Polen onmogelijk te maken, voerden sommige OePA-eenheden grootschalige zuiveringsacties uit tegen etnische Polen, waarbij volgens historici 100.000 Poolse burgers werden vermoord in Wolynië en Oost-Galicië. Als reactie op de bloedbaden in Wolynië en Oost-Galicië deporteerde Polen in 1947 een groot aantal etnische Oekraïners door Operatie Wisła.